# Dorfkirche Staats

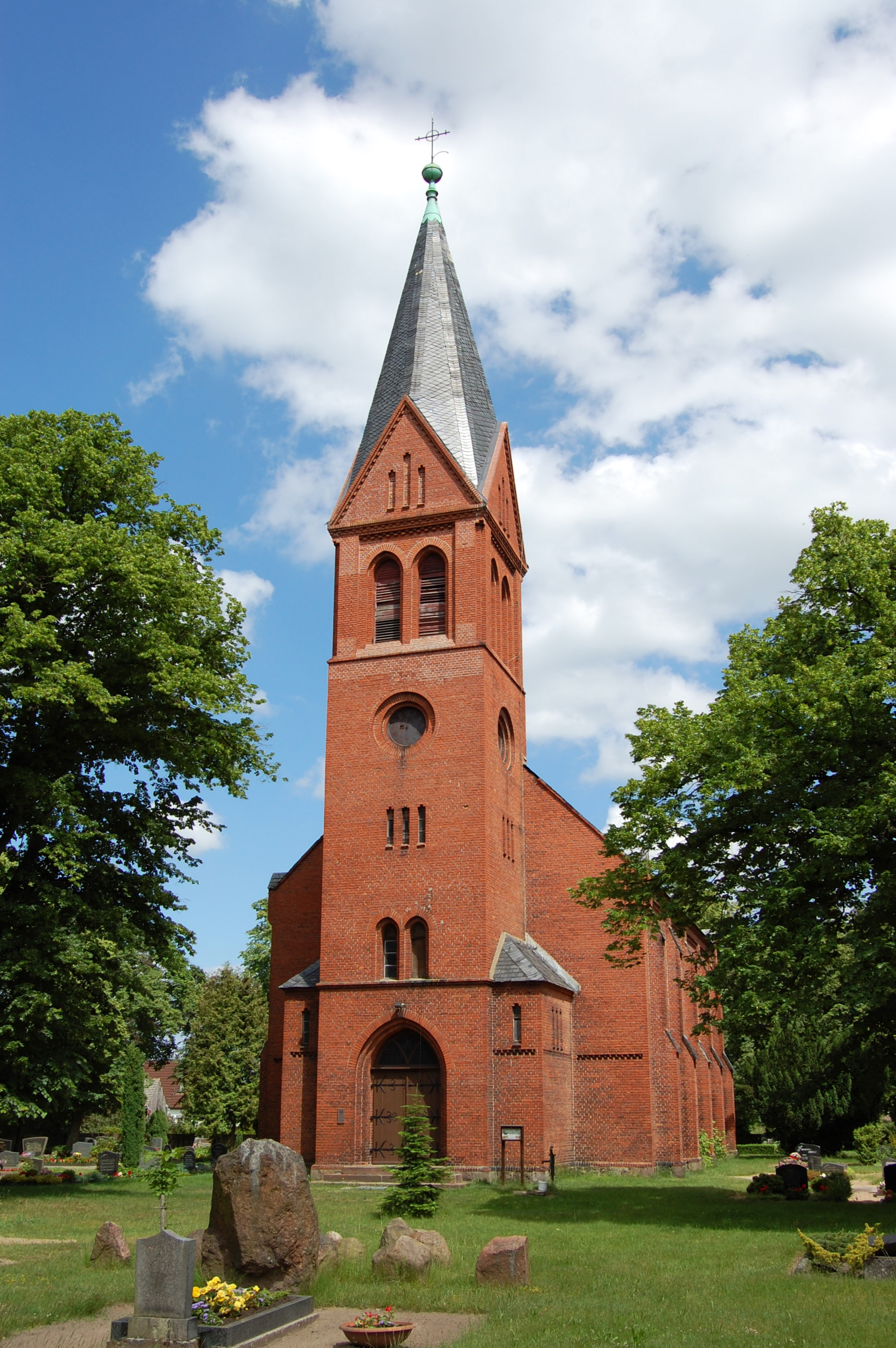
Dorfkirche Staats

Die Dorfkirche Staats ist die evangelische Kirche des Dorfes Staats, eines heutigen Ortsteils von Stendal in Sachsen-Anhalt. Die Gemeinde gehört zum Pfarrbereich Kloster Neuendorf im Kirchenkreis Salzwedel der Evangelischen Kirche in Mitteldeutschland.

## Architektur und Geschichte
Die schlichte Backsteinkirche entstand 1880/1881 im Stil der Neoromanik. Nach einer an der Tür befindlichen Inschrift wurde das Kirchengebäude unter Landrat Friedrich Wilhelm von Kröcher (1810–1891) gebaut. Westlich des Kirchenschiffs befindet sich der Kirchturm mit quadratischem Grundriss. Auf der Ostseite besteht ein kleiner polygonaler Chor. Sowohl am Kirchenschiff als auch am Chor sind Strebepfeiler angefügt. Zwischen den Pfeilern sind zweiteilige, als Spitzbogen gearbeitete Maßwerkfenster angeordnet. Die Verglasung stammt noch aus der Bauzeit und zeigt figürliche Darstellungen.
Das Innere des Kirchenschiffs wird von einer Holzdecke überspannt, der Chor ist hingegen mit einem Gewölbe versehen. Die Ausstattung ist einfach, in ihrer ursprünglichen Art erhalten. Holzbildhauer Gustav Kuntzsch, Wernigerode, schuf die Kanzel. Die heute vorhandene Ausmalung des Innenraums entstand 1966. Älteren Datums ist eine im Turmraum befindliche große Marienstatue, die bereits vom Anfang des 16. Jahrhunderts stammt.